# Nino Borghi
Nino Borghi (* 2. Februar 1918 in Mailand; † 2. Juli 1994 in Wien; auch Johann Borghi) war ein österreichisch-italienischer Szenenbildner und Bühnenbildner.

## Leben und Wirken
Der Sohn eines italienischen Weinhändlers und einer Österreicherin studierte an der Kunstakademie in Florenz. Nach dem Zweiten Weltkrieg ließ er sich in Villach nieder und begann, zum Beispiel bei Tourneen mit Johannes Heesters, Operettendarbietungen auszustatten. Später war er am Bürgertheater in Wien beschäftigt. Durch den Architekten und Hochschulprofessor Gustav Abel fand er Zugang zum österreichischen Film.
Borghi war wesentlich am deutsch-französischen Filmschaffen der 1960er und 1970er Jahre beteiligt und wirkte als Filmarchitekt bei fast allen Filmen mit, die von Karl Spiehs produziert wurden. Für die Ausstattung von Karl May erhielt Borghi 1975 den Bundesfilmpreis. Ab den 1980er Jahren war Borghi fast ausschließlich für das Fernsehen tätig. Auch der mit Nino Borghi befreundete Wiener Regisseur Franz Antel schätzte die Künste Borghis.
Borghi war mit Elfi Borghi verheiratet, die in den 1960er und 1970er Jahren ein berühmtes internationales Model war. Beide wurden in einem Grab am Hernalser Friedhof bestattet.

## Filmografie
Filmbauten, wenn nicht anders angegeben
- 1953: Die große Schuld
- 1953: Die Todesarena
- 1956: Die Magd von Heiligenblut
- 1957: Und so was will erwachsen sein (Die Winzerin von Langenlois)
- 1957: Der König der Bernina
- 1958: Die singenden Engel von Tirol
- 1960: Der Herr mit der schwarzen Melone
- 1960: Das Dorf ohne Moral
- 1961: Die Gejagten
- 1961: Musik ist Trumpf
- 1961: Demokrat Läppli
- 1961: Wenn Männer Schlange stehen (Chikita)
- 1962: Der Pastor mit der Jazztrompete
- 1963: Der Unsichtbare
- 1964: Ein Sarg aus Hongkong
- 1964: Die drei Scheinheiligen
- 1965: Die Banditen vom Rio Grande
- 1966: Der Mörder mit dem Seidenschal
- 1966: Der Würger vom Tower
- 1966: Wie tötet man eine Dame? (Das Geheimnis der gelben Mönche)
- 1967: Das Rasthaus der grausamen Puppen
- 1968: Andrea – Wie ein Blatt auf nackter Haut
- 1968: Im Schloß der blutigen Begierde
- 1968: Der Partyphotograph
- 1969: Champagner für Zimmer 17
- 1969: Die nackte Bovary
- 1969: Kommissar X – Drei goldene Schlangen
- 1969: Liebe durch die Hintertür
- 1970: Von Haut zu Haut
- 1970: Liebling, sei nicht albern
- 1970: Musik, Musik – da wackelt die Penne
- 1970: Schwarzer Nerz auf zarter Haut
- 1970: Intimità proibita di una giovane sposa
- 1971: Mein Vater, der Affe und ich
- 1971: Einer spinnt immer
- 1972: Außer Rand und Band am Wolfgangsee
- 1972: Sie nannten ihn Krambambuli
- 1972: Elisabeth Kaiserin von Österreich (TV)
- 1972: Ein Käfer gibt Vollgas
- 1972: Die lustigen Vier von der Tankstelle
- 1974: Nichts als Erinnerung (TV)
- 1974: Unterm Röckchen stößt das Böckchen
- 1974: Stoßtrupp Venus bläst zum Angriff
- 1974: Karl May
- 1975: Die Kleine mit dem süßen Po
- 1975: Ich denk’ mich tritt ein Pferd
- 1975: Die weiße Stadt (TV)
- 1975: Kim & Co. (TV)
- 1977: Peter Voss, der Millionendieb (Fernsehserie)
- 1977: Casanova & Co.
- 1978: Tod im November (TV)
- 1978: Hiob (dreiteiliger Fernsehfilm)
- 1979: Graf Dracula (beisst jetzt) in Oberbayern
- 1979: Im Weißen Rößl (TV)
- 1979: Götz von Berlichingen mit der eisernen Hand
- 1980: Patricia – Einmal Himmel und zurück
- 1981: Wie Böhmen noch bei Österreich war (TV)
- 1982: Das Dorf an der Grenze: Kärnten 1948–1960 (TV)
- 1982–1983: Die fünfte Jahreszeit (Fernsehserie)
- 1983: Heimat, die ich meine (TV)
- 1984: Rasputin – Orgien am Zarenhof
- 1985: Beethoven (Le neveu de Beethoven)